# The Birthday Party (együttes)
A The Birthday Party egy ausztrál punkzenekar volt. Tagok: Nick Cave, Mick Harvey, Tracy Pew, Phill Calvert és Rowland S. Howard. 1978-ban alakultak meg Melbourne-ben. Eredetileg "The Boys Next Door" (A szomszéd fiúk) volt a nevük. Nick Cave a csapat leghíresebb tagja, ő a Birthday Party-n kívül is jelentős és elismert zenész. Miután ez az együttes feloszlott, megalapította saját zenekarát, Nick Cave and the Bad Seeds néven.
Fennállásuk alatt 3 nagylemezt jelentettek meg a Birthday Party név alatt. The Boys Next Door néven egy stúdióalbumot adtak ki. 1983-ban feloszlottak.

## Diszkográfia/Stúdióalbumok
- Door, Door (1979) (Boys Next Door néven)
- The Birthday Party (1980)
- Prayers on Fire (1981)
- Junkyard (1982)